# Camponotus turkestanus
Camponotus turkestanus är en myrart som beskrevs av Andre 1882. Camponotus turkestanus ingår i släktet hästmyror, och familjen myror. Inga underarter finns listade.